# Werner Braun (fotograf)

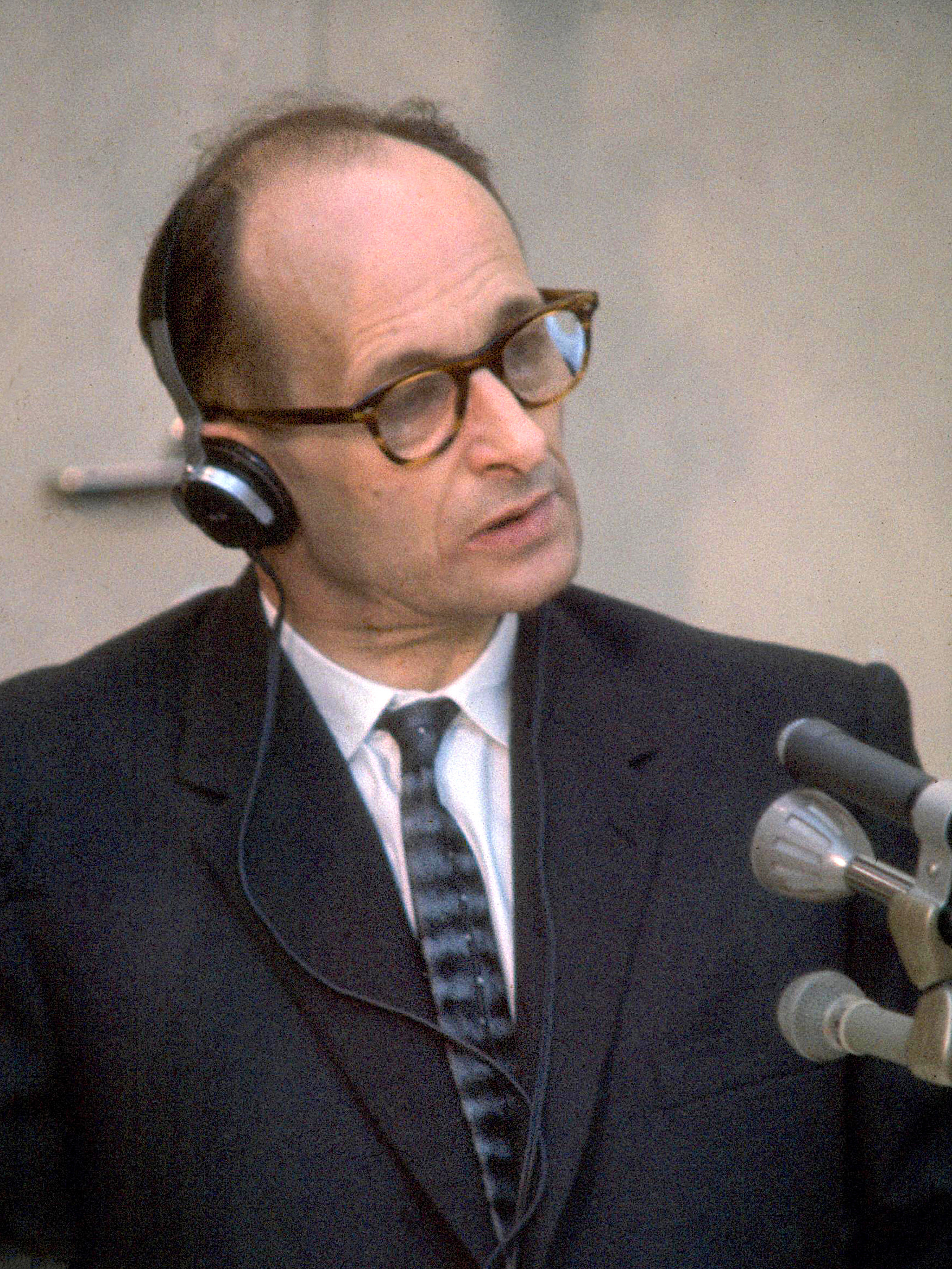
Adolf Eichmann, 1961

Werner Hans Braun (12. června 1918 v Norimberku – 25. prosince 2018 v Izraeli) byl izraelský fotoreportér.

## Životopis
Werner Braun se narodil v německo-židovské rodině, původně vyrůstal na Fürther Strasse a později v Nordstadtu. Základní školu navštěvoval v Uhlandstrasse. Po absolvování gymnázia se v letech 1933 až 1936 učil jako čalouník a měl se připojit k rodinné nábytkářské firmě svého strýce. V letech 1936 až 1937 Braun dokončil hachscharu v Neuendorf Landwerk na Gut Neuendorf v Brandenburgu. Výměnou za akordeon dostal Braun svůj první fotoaparát a začal vážně fotografovat, když mu bylo 18. Kvůli rostoucímu útlaku ze strany národních socialistů Braun nejprve uprchl do Švédska v roce 1937, v roce 1939 se přesunul do Dánska a v roce 1943 pak znovu uprchl do Švédska. V obou skandinávských zemích se připravoval na pozdější život v Palestině (Hachshara). Strávil téměř deset let na různých výcvikových farmách, než se po skončení druhé světové války v roce 1946 usadil v mandátní Palestině. Jak sám Braun v rozhovoru řekl, cítil ve své domovské zemi antisemitismus, ale nebral jej vážně. Popsal své dětství a části mládí v Norimberku jako „šťastné a bezstarostné“. Místo kariéry farmáře v kibucu Braun uskutečnil svůj dětský sen ve svém novém domově a stal se novinářským fotografem. Ve Skandinávii si už koupil použitý fotoaparát Rolleiflex a sám si vyrobil zvětšovací přístroj. Vyvolával a tiskl své fotografie v koupelně hačšary.
V nepokojné době poznamenané vojenskými konflikty získal fotolaboratoř na prominentní adrese Ben Yehuda v Jeruzalémě a nazval ji Photo Europe. Během izraelské války za nezávislost nepřestal fotografoval, když v této válce sloužil jako voják izraelských obranných sil. Jeho skutečná kariéra fotoreportéra začala, když fotograficky dokumentoval teroristický útok na ulici Ben Yehuda v únoru 1948. Zároveň se svou první manželkou provozoval fotografickou společnost a v roce 1950 se stal nezávislým novinářským fotografem. Později se stal hlavním fotografem Hebrejské univerzity v Jeruzalémě, pro kterou fotografoval v letech 1952 až 1998, a své fotografie publikoval téměř ve všech hlavních izraelských novinách a v mezinárodních médiích. Během procesu s Eichmannem fotografoval pro izraelskou tiskovou vládní kancelář a byl také fotografem Židovského národního fondu (JNF). Na JNF byl jedním z předních fotografů po boku Freda Chesnicka a několika dalších. Svými fotografiemi také ilustroval řadu turistických průvodců, knih a dalších článků. V roce 1977 jako člen Histadrut doprovázel izraelskou delegaci na mezinárodní lyžařské soutěže v SSSR. Když zemřel, bylo v jeho archivu asi půl milionu negativů. Jeho spektrum sahalo od leteckých snímků a fotografií pod vodou až po fotografie přírody a portréty. Podle Brauna byl prvním izraelským fotografem, který fotografoval pod vodou.
Během svého života získal několik ocenění. Mimo jiné získal v roce 1979 třetí cenu v mezinárodní soutěži Nikon. V roce 1989 mu izraelské muzeum uděleno ocenění Enriqua Kavlina za celoživotní dílo ve fotografii a v roce 2007 cenu za celoživotní dílo od Fóra pro audiovizuální ochranu v Izraeli. Od 50. let se svými záběry pravidelně účastnil národních i mezinárodních výstav. U příležitosti jeho 80. narozenin byl v roce 1998 vytvořen krátký televizní portrét o jeho životě a díle.
Dne 25. prosince 2018 Werner Braun zemřel ve věku 100 let v Izraeli. Naposledy žil se svou ženou Anat Rotem Braun v Mewasseret Sion, předměstí Jeruzaléma.

## Rodina
Braunův otec Arthur Asher Braun (1882–1967) byl obchodník, jeho matka Martha (roz. Bernhardová, 1887–1981) učitelka. Jeho sourozenci byli Stefani Orfali (1911-1994), který studoval chemii na univerzitě v Erlangenu, emigroval do Palestiny v roce 1934 a emigroval do Spojených států přes Jordán a Brazílii, Wolfgang Seev (1914-2010) byl tesař, který také emigroval do Palestiny a Heinz Michael (* 1917) také emigroval do Palestiny a psůobil jako výkonný ředitel tamní továrny.
V prvním manželství byl ženatý s Yael Renatou Fleischmann (* 1921 v Praze) v letech 1941 až 1976. Braun se s ní setkal na dánské Hachschaře a Renata s ním odjela do Izraele, kde mimo jiné pracovala jako umělkyně. Po rozvodu se v roce 1977 oženil s Anatou Rotem (* 1947), zaměstnankyní izraelského ministerstva zdravotnictví. Děti Ruth (* Frederikssund v Dánsku) a Dani (* 1944 v Norrköpingu ve Švédsku) pocházejí z prvního manželství.

## Galerie

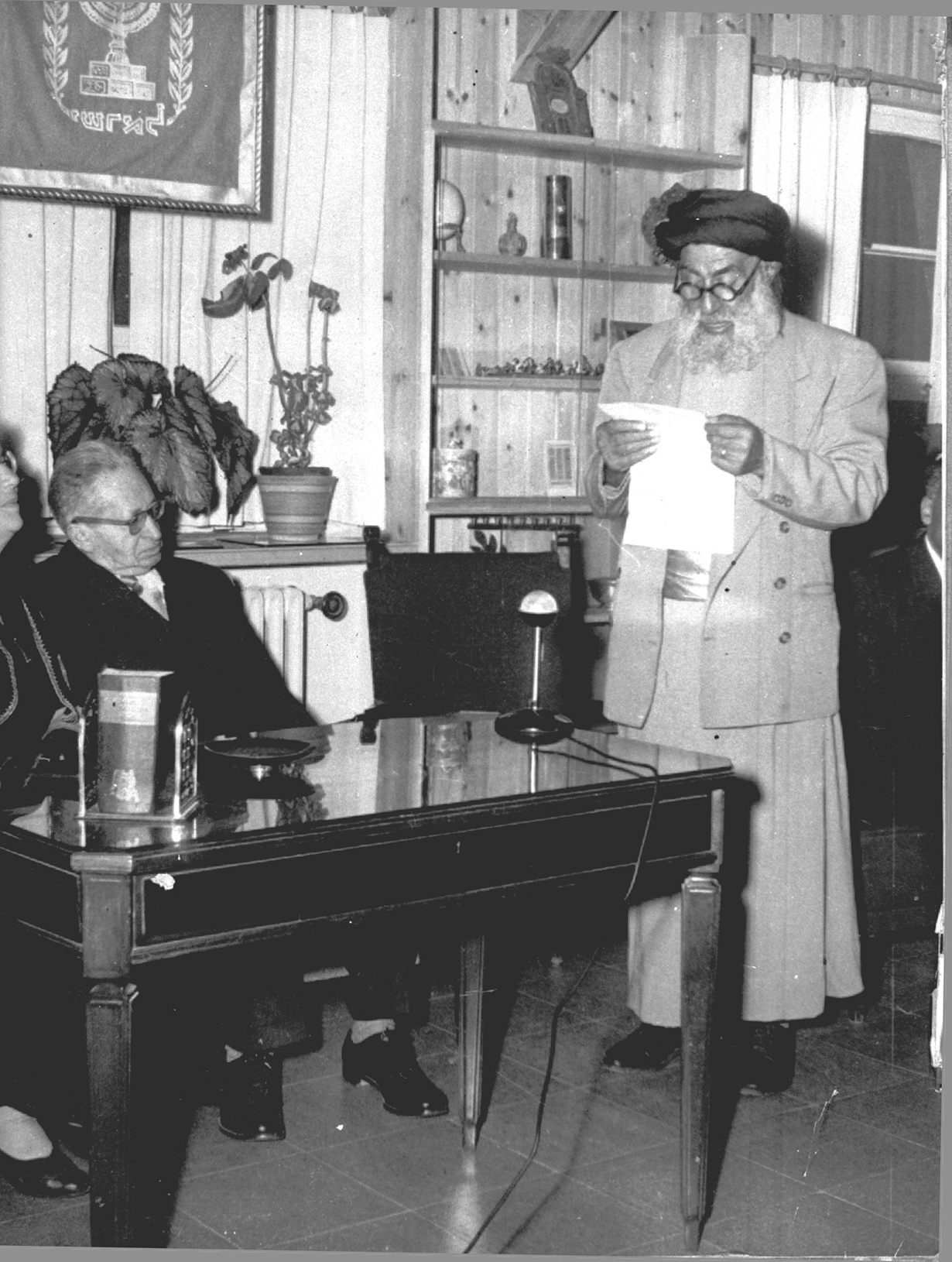
Rabbi Moshe Gabai
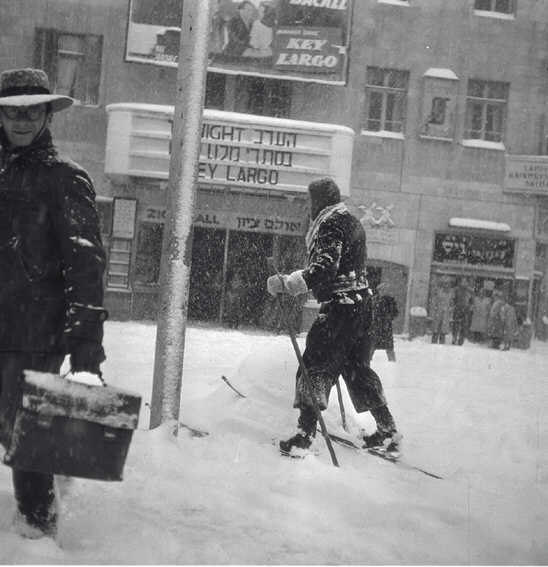
Sníh na Sijónském náměstí, Jeruzalém, únor 1950
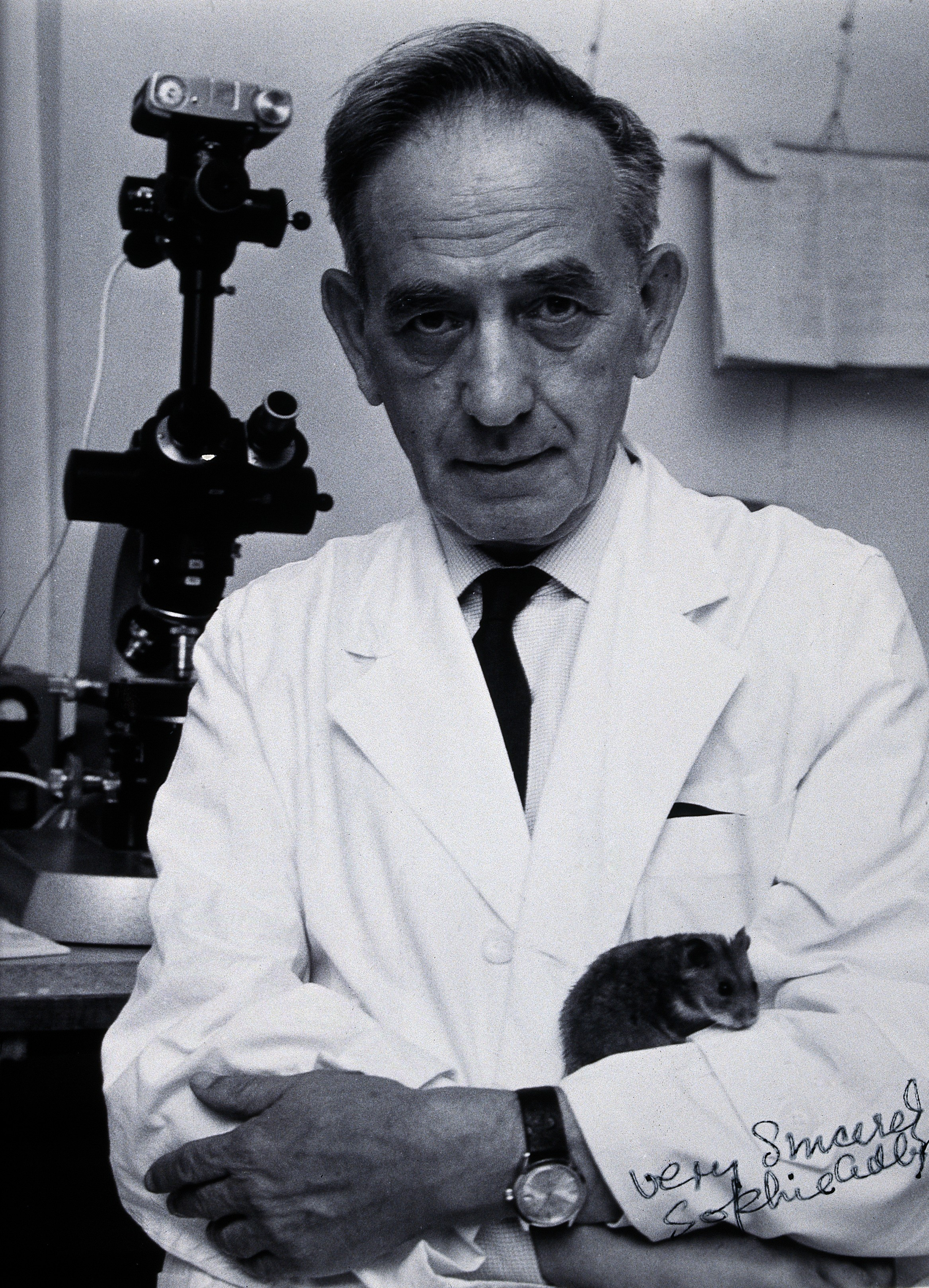
Saul Adler
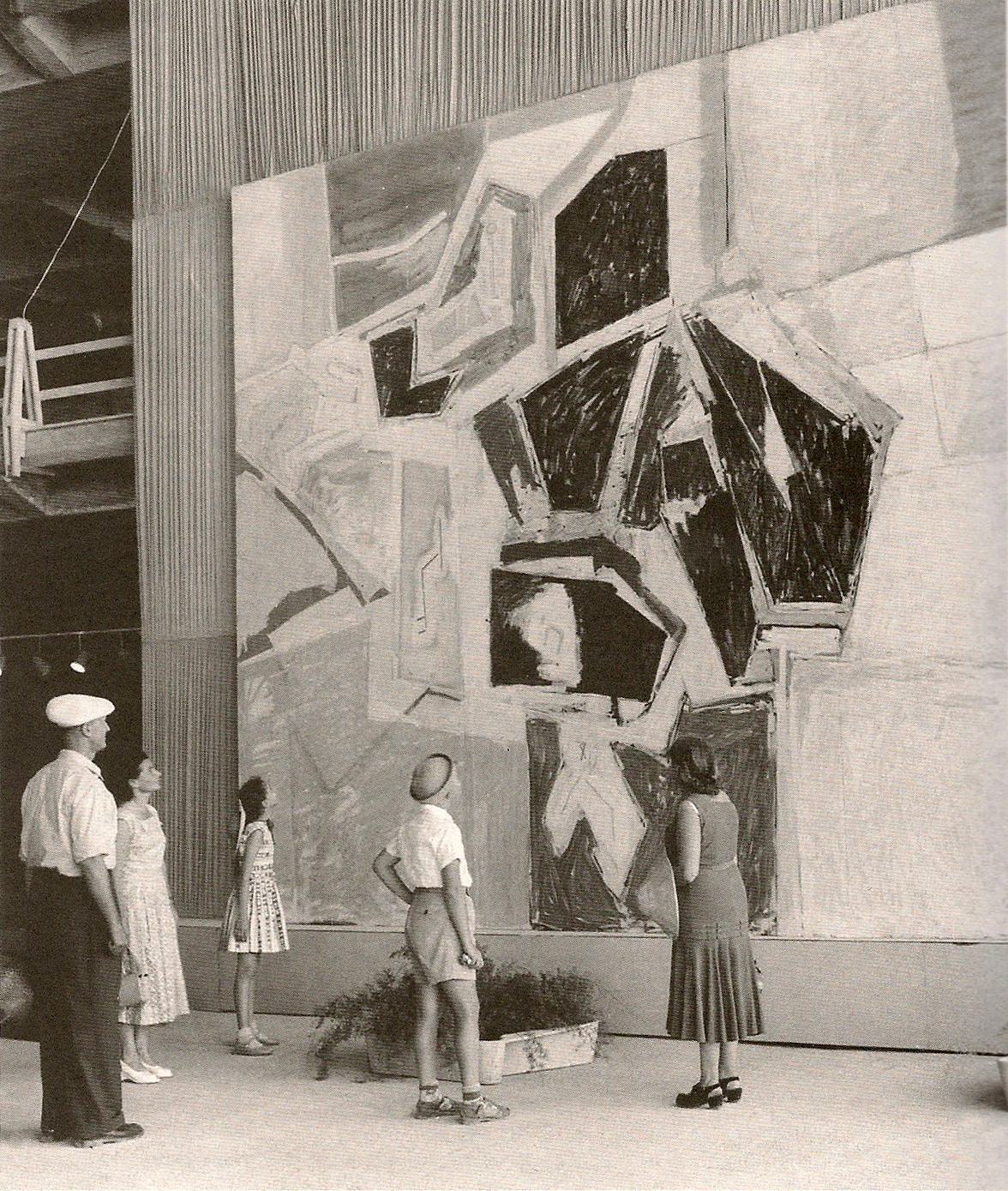
Josef Zaricki: Might, výstava výtvarného umění, Jeruzalém, 1958
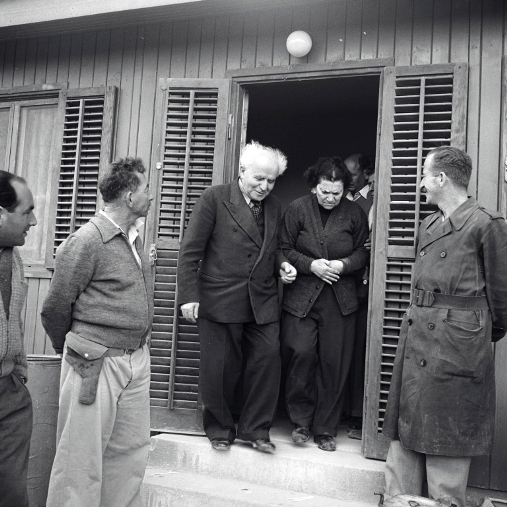
David a Paula Ben-Gurionovi
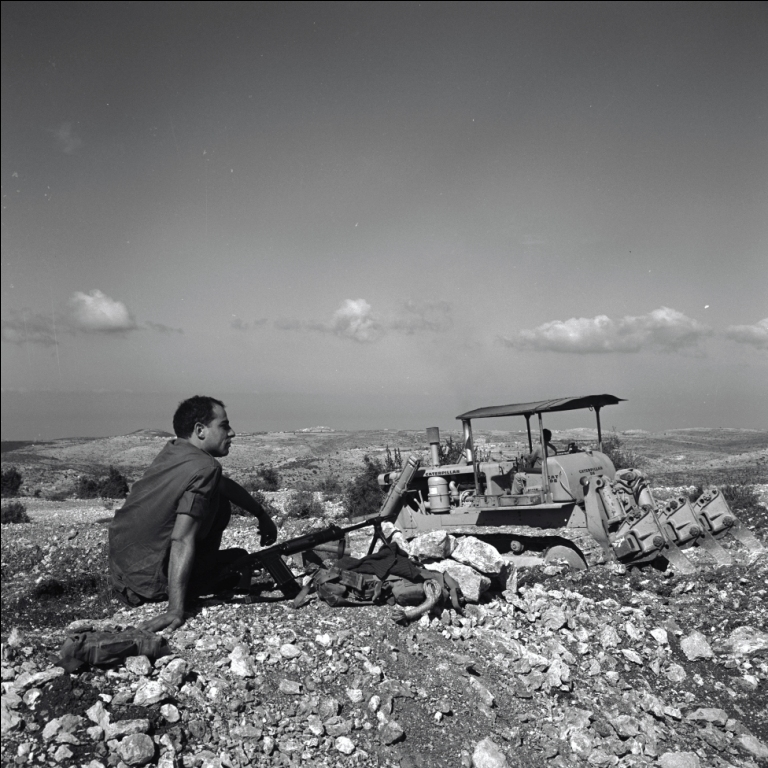
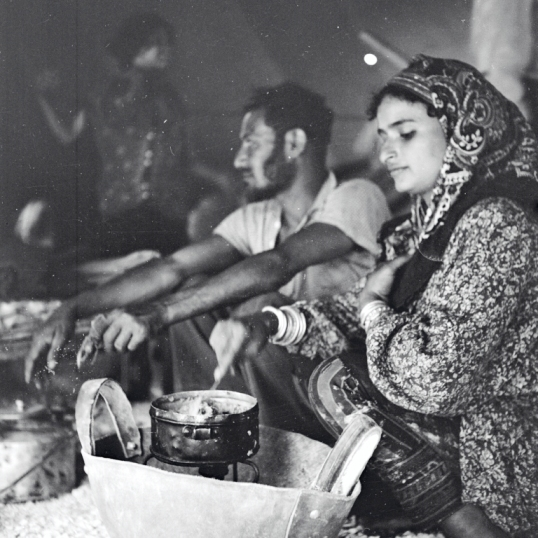
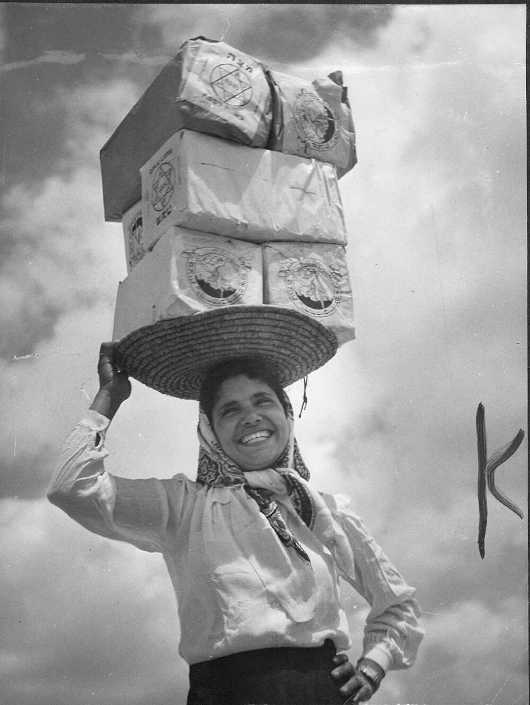
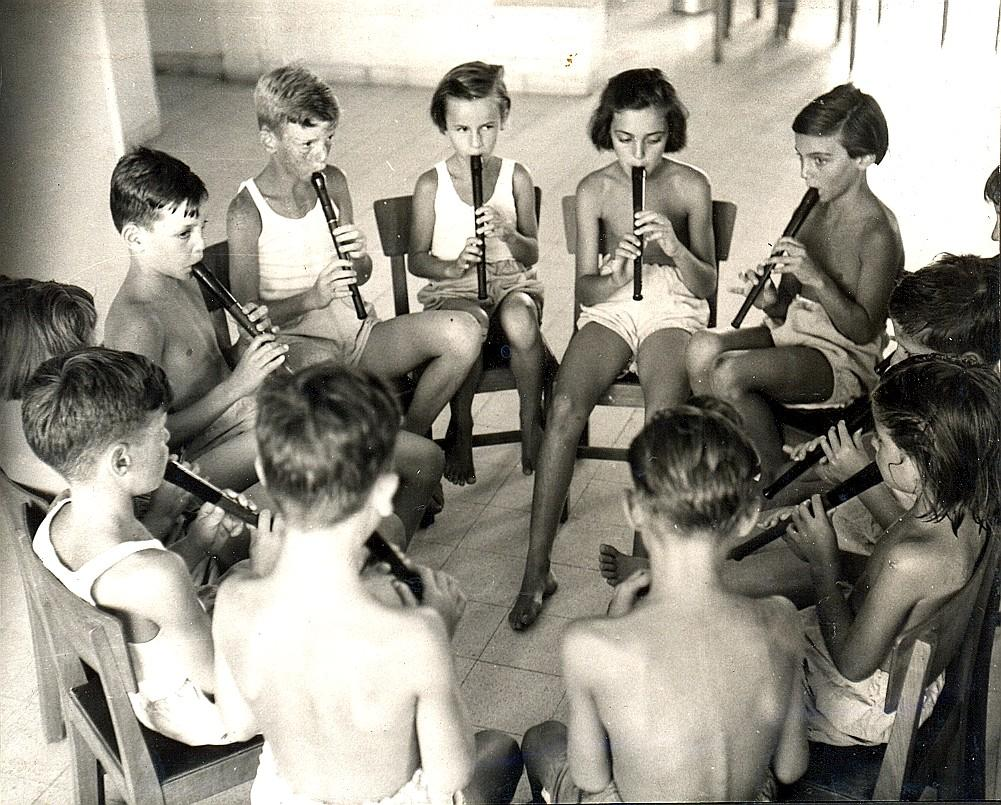
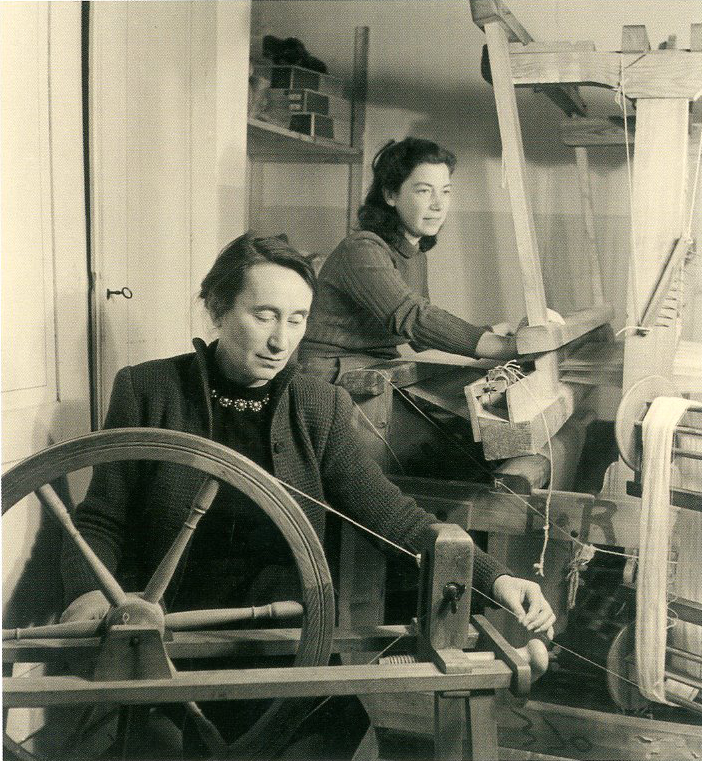
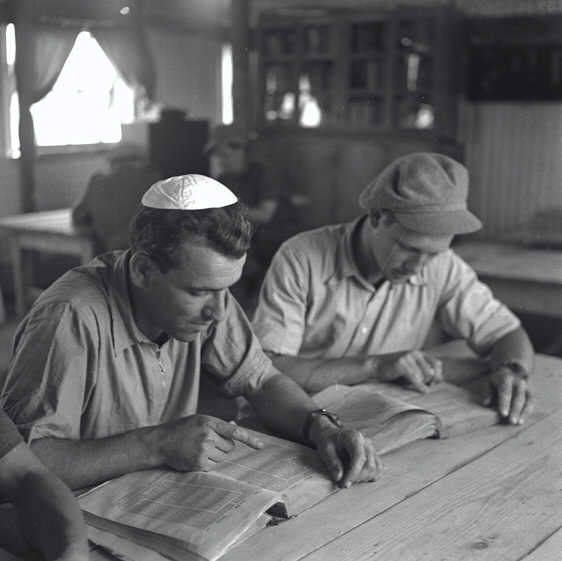
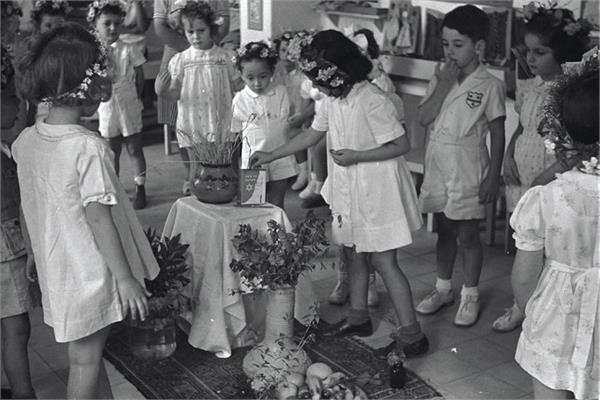